# 春庭家の3人目
『春庭家の3人目』（はるにわけのさんにんめ）は、松井雪子による日本の漫画。双葉社、アクションコミックス刊。

## 登場人物
「声」は、テレビアニメ版の声優。
- 麻呂（声：阪口大助）
- リサ子（声：高田由美）
- ゴン（声：竹内順子）
- キムチ（声：永野愛）
- お父さん（声：幸野善之）
- お母さん（声：野上ゆかな）

## 単行本
1. 1997年4月、ISBN 4-575-93494-1
2. 1998年1月、ISBN 4-575-93549-2

## テレビアニメ
ニュース番組、スーパーJチャンネルで1998年1月23日から同年3月26日の月曜日から金曜日18時50分頃から5分間で放送されていた東映動画制作によるミニテレビアニメ。夕方の帯アニメはこれが2014年春の改編時点では最後となっている。

### スタッフ
- 原作 - 松井雪子
- 企画 - 木村純一、西沢信孝
- シリーズディレクター - 山田徹
- キャラクターデザイン - 大西陽一
- 美術デザイン - 沢田栄子
- 音楽 - 大島ミチル
- 制作 - 東映動画

### 主題歌
オープニングテーマ「春・Vacation〜LA LE LA〜」
作詞・作曲 - Julia Mathunjwa、Doreen Webster、Betty Hlela / 日本語訳 - 黒崎あかり / 編曲 - 渡部チェル / 歌 - WHAT A SWEET!

### 各話リスト
| 1  | ボクは麻呂              | 16 | キムチ幽霊?                  | 31 | ゴンが二人!?               |
| 2  | 麻呂のおでかけ秘技      | 17 | カッパでアウトドア           | 32 | 春庭家のきのこ狩り         |
| 3  | おばけデータボックス    | 18 | ポッポ人魂                   | 33 | ゴンのらぶらぶクリスマス   |
| 4  | 台風!                   | 19 | さよなら雪だるマン           | 34 | お母さん絶体絶命!          |
| 5  | びびびの貧乏神          | 20 | 悪霊ダイエット!              | 35 | 人面そのヤーレン・ソーメン |
| 6  | ガキッコ君              | 21 | のびろー!                    | 36 | 大ピンチ! 春庭家のオヤツ   |
| 7  | 雪が降ったら…           | 22 | ウソツキで大赤字             | 37 | ツチノコツッチー           |
| 8  | うっふん、ラブチュー    | 23 | のろいの黒ねこ               | 38 | 雨がやんだら               |
| 9  | おばけでお掃除          | 24 | お父さんの増毛作戦!          | 39 | ゴンとカミナリ             |
| 10 | 恋する麻呂              | 25 | 妖怪エステ                   | 40 | 地獄でロック               |
| 11 | バクのバクバク          | 26 | 春庭家ひえひえ計画           | 41 | タンタン、タヌキの…        |
| 12 | ゴンと人魚姫?           | 27 | 夫婦ゲンカはポルターガイスト | 42 | こうのとりのオギャー       |
| 13 | 楽園を守れ!             | 28 | 天才画家ゴン                 | 43 | キムチ、母になる           |
| 14 | 出た! 学校の幽霊・その1 | 29 | 運動会でひひーん!            | 44 | 腹の虫妖怪、ペコラッタ!    |
| 15 | 出た! 学校の幽霊・その2 | 30 | 暴走、暴走、大暴走!          | 45 | 妖怪かくれん棒             |

| テレビ朝日系 スーパーJチャンネル内ミニアニメ番組枠 | テレビ朝日系 スーパーJチャンネル内ミニアニメ番組枠 | テレビ朝日系 スーパーJチャンネル内ミニアニメ番組枠 |
| 前番組                                             | 番組名                                             | 次番組                                             |
| -------------------------------------------------- | -------------------------------------------------- | -------------------------------------------------- |
| ハニ太郎です。                                     | 春庭家の3人目                                      | （枠終了）                                         |